# Ligne Meitetsu Hiromi
La ligne Meitetsu Hiromi (名鉄広見線, Meitetsu Hiromi-sen) est une ligne ferroviaire de la compagnie privée Meitetsu située dans les préfecture d'Aichi et de Gifu au Japon. Elle relie la gare d'Inuyama à celle de Mitake.

## Histoire
La ligne est ouverte en 1920 par le chemin de fer Tobi.

## Caractéristiques

### Ligne
- écartement des voies : 1 067 mm
- nombre de voies : double voie d'Inuyama à Shin-Kani, voie unique de Shin-Kani à Mitake
- électrification : 1 500 V cc par caténaire

La ligne effectue un rebroussement en gare de Shin Kani.

### Liste des gares

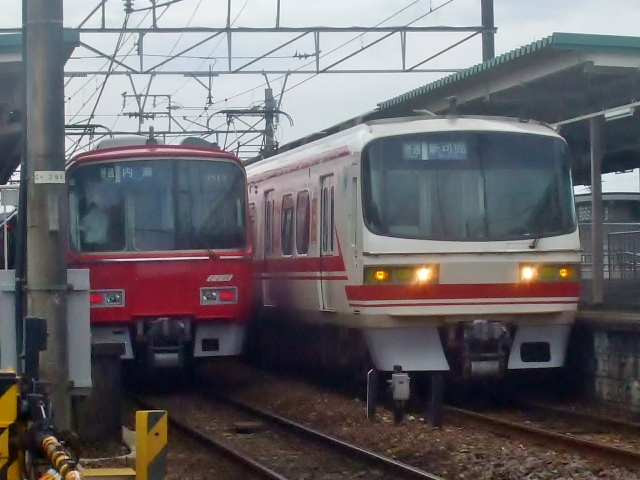
La ligne à Nihonrain-imawatari.

La ligne comporte 11 gares.
| Numéro | Gare                | Nom japonais   | Distance (km) | Correspondances                             | Localisation | Localisation       |
| ------ | ------------------- | -------------- | ------------- | ------------------------------------------- | ------------ | ------------------ |
| IY15   | Inuyama             | 犬山           | 0             | Meitetsu : Inuyama (interconnexion), Komaki | Inuyama      | Préfecture d'Aichi |
| HM01   | Tomioka-mae         | 富岡前         | 1,9           |                                             | Inuyama      | Préfecture d'Aichi |
| HM02   | Zenjino             | 善師野         | 4,0           |                                             | Inuyama      | Préfecture d'Aichi |
| HM03   | Nishi-Kani          | 西可児         | 7,7           |                                             | Kani         | Préfecture de Gifu |
| HM04   | Kanigawa            | 可児川         | 9,7           |                                             | Kani         | Préfecture de Gifu |
| HM05   | Nihonrain-imawatari | 日本ライン今渡 | 12,2          |                                             | Kani         | Préfecture de Gifu |
| HM06   | Shin Kani           | 新可児         | 14,9          | JR Central : Taita (à Kani)                 | Kani         | Préfecture de Gifu |
| HM07   | Akechi              | 明智           | 18,4          |                                             | Kani         | Préfecture de Gifu |
| HM08   | Gōdo (ja)           | 顔戸           | 20,0          |                                             | Mitake       | Préfecture de Gifu |
| HM09   | Mitakeguchi         | 御嵩口         | 21,7          |                                             | Mitake       | Préfecture de Gifu |
| HM10   | Mitake              | 御嵩           | 22,3          |                                             | Mitake       | Préfecture de Gifu |